# Уздолє
Уздолє (хорв. Uzdolje) — населений пункт у Хорватії, в Шибеницько-Книнській жупанії у складі громади Бискупія.

## Населення
Населення за даними перепису 2011 року становило 226 осіб.
Динаміка чисельності населення поселення:

## Клімат
Середня річна температура становить 12,02 °C, середня максимальна – 26,15 °C, а середня мінімальна – -2,63 °C. Середня річна кількість опадів – 931 мм.
| Клімат поселення                              | Клімат поселення | Клімат поселення | Клімат поселення | Клімат поселення | Клімат поселення | Клімат поселення | Клімат поселення | Клімат поселення | Клімат поселення | Клімат поселення | Клімат поселення | Клімат поселення | Клімат поселення |
| Показник                                      | Січ.             | Лют.             | Бер.             | Квіт.            | Трав.            | Черв.            | Лип.             | Серп.            | Вер.             | Жовт.            | Лист.            | Груд.            |                  |
| Середній максимум, °C                         | 8,90             | 9,41             | 12,45            | 16,18            | 21,08            | 24,84            | 26,15            | 26,11            | 21,43            | 16,80            | 11,70            | 8,70             |                  |
| Середня температура, °C                       | 3,15             | 3,66             | 6,68             | 10,41            | 15,32            | 19,08            | 22,00            | 21,95            | 17,27            | 12,66            | 7,55             | 4,56             |                  |
| Середній мінімум, °C                          | −2,63            | −2,1             | 0,93             | 4,64             | 9,56             | 13,32            | 17,84            | 17,80            | 13,12            | 8,51             | 3,40             | 0,40             |                  |
| Норма опадів, мм                              | 75               | 69               | 73               | 81               | 67               | 68               | 45               | 58               | 86               | 98               | 115              | 96               |                  |
| Середньомісячна швидкість вітру, м/с          | 1.92             | 2.15             | 2.36             | 2.32             | 2.10             | 1.84             | 1.85             | 1.71             | 1.81             | 1.86             | 2.14             | 2.15             |                  |
| Середньомісячна сонячна радіація, кДж/м²·день | 5315             | 8021             | 11689            | 16108            | 20054            | 22509            | 24175            | 21177            | 15843            | 10251            | 5720             | 4530             |                  |
| --------------------------------------------- | ---------------- | ---------------- | ---------------- | ---------------- | ---------------- | ---------------- | ---------------- | ---------------- | ---------------- | ---------------- | ---------------- | ---------------- | ---------------- |
| Джерело:                                      |                  |                  |                  |                  |                  |                  |                  |                  |                  |                  |                  |                  |                  |